# 종 (생물학)
종(種, 영어: species)은 생물 분류 단계 중 가장 낮은 단계이며 속의 아래이다. 생물을 분류하는 여러 단계를 생물 분류 체계라고 하며 이 체계에서 가장 작은 분류 단계를 종 이라고 한다.

## 정의
18세기에 스웨덴의 린네는 몇 가지의 공통되는 특징을 가지며 다른 개체와 뚜렷이 구별되는 특징을 가진 개체의 집단을 종이라 정의하였다. 그리하여 종을 대표할 수 있는 한 개체를 골라 기준 표본으로 삼고, 이것과 생김새가 닮은 개체들을 같은종으로 다루었는데, 이러한 개념을 형태종이라고 한다. 이것은 종을 단순히 형태적 특징만으로 정의한 예라고 할 수 있다.
그런데 19세기 후반에 들어와 다윈의 진화론이 나오고 멘델의 유전 법칙들이 밝혀짐에 따라 종을 구분하는 기준이 되던 형태적인 특성에는 변이가 생길 수 있고 오랜 세월이 지나면 그 생김새도 달라질 수 있다는 것을 알게 되어, 형태만으로는 종을 규정하기 어렵다는 것을 인식하게 되었다. 실제로 같은 종의 생물이라도 암수의 생김새가 다른 경우도 있으며, 변태를 하는 동물에서는 유생과 성체의 모양이 두드러지게 다른 것들도 많다. 따라서, 오늘날에는 종이란 서로 생식을 통하여 같은 유전자 구성을 갖는 자손을 낳을 수 있는 개체군의 집단이라고 규정하게 되었는데, 이를 '생물학적 종'이라고 한다.

### 마이어의 생물학적 종 개념

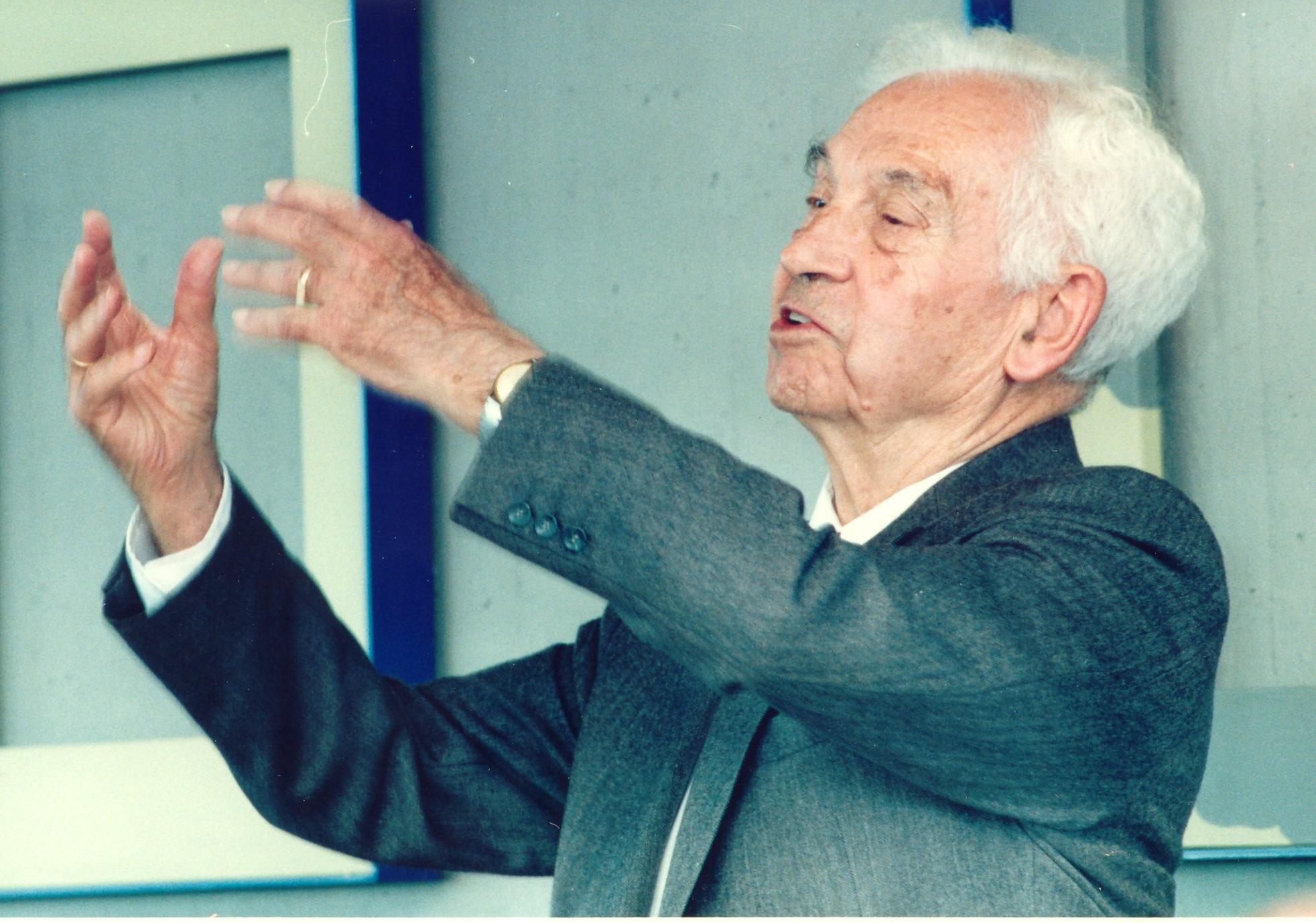
에른스트 마이어는 1942년에 생식적 고립이라는 널리 사용되는 생물학적 종 개념을 제안했다.

대부분의 현대 교과서는 종의 정의에 대한 심도 있는 논의의 근거로 에른스트 마이어의 1942년 정의, 즉 생물학적 종 개념을 활용한다. 이는 생식 개념 또는 고립 개념이라고도 합니다. 이 개념은 종을
실제로 또는 잠재적으로 교배 가능한 자연 개체군으로, 다른 개체군과 생식적으로 고립되어 있는 집단으로 정의한다.

이 정의는 유성 생식이 자연 선택의 역학에 미치는 영향의 자연스러운 결과라는 주장이 제기되어 왔다. 마이어가 사용한 "잠재적으로"라는 형용사는 논쟁의 여지가 있었다. 일부 해석에서는 사육 환경에서만 발생하는 비정상적이거나 인위적인 교배, 또는 교배가 가능하지만 야생에서는 일반적으로 교배하지 않는 동물을 포함하는 교배는 제외한다.

## 종 문제
모든 유기체에 적용되는 방식으로 종을 정의하는 것은 어렵다. 종 개념에 대한 논쟁을 종 문제라고 한다. 이 문제는 1859년 다윈이 『종의 기원』에서 다음과 같이 썼을 때에도 이미 인식되었다.
나는 종과 변종의 구분이 얼마나 모호하고 임의적인지에 크게 놀랐다.

그는 이어서 다음과 같이 썼다.
어떤 정의도 모든 자연주의자를 만족시키지는 못했다. 하지만 모든 자연주의자는 종에 대해 말할 때 자신이 의미하는 바를 모호하게 알고 있다. 일반적으로 이 용어는 독특한 창조 행위라는 미지의 요소를 포함한다.

## 학명
생물의 이름은 나라에 따라서 다를 뿐 아니라 같은 나라 안에서도 지방에 따라 다르다. 이와 같은 지방명은 국한된 지역에서 쓰기에는 편리하지만 생물을 재료로 해서 학술적으로 연구하기에는 이름들이 각각 다르므로 매우 불편하다. 따라서, 국제적으로 통일된 생물명이 필요하게 되어 붙여진 것이 '학명'이다. 만일 학명이 어떤 특정한 나라의 언어로 표기된다면 그 나라 사람에게는 유리하지만, 그 외의 다른 나라 사람들에게는 매우 불공평하다. 뿐만 아니라 현재 사용되는 모든 언어는 변할 가능성이 많으므로, 이것을 사용한다면 학명도 변화되어 매우 불편할 것이다. 이와 같은 이유로 학명은 현재 사용되지 않는 불변의 라틴어로 표기되고 있다. 한편, 학명은 간결하고 요점을 내포하고 있어, 그것만으로도 식물의 대체적인 모양이나 성질을 상상할 수 있어야 한다. 이러한 목적에 알맞은 것이 현재 쓰이고 있는 '이명법'이다. 이명법은 린네가 창안한 것으로 생물의 속명과 종명을 나란히 쓰고, 그 다음에 그 학명을 처음 지은 사람의 이름(성)을 붙이는 방법이다.

## 참고 문헌
- 이 문서에는 다음커뮤니케이션(현 카카오)에서 GFDL 또는 CC-SA 라이선스로 배포한 글로벌 세계대백과사전의 내용을 기초로 작성된 글이 포함되어 있습니다.

## 같이 보기
- 계통분류학

1. ↑  de Queiroz, K. (2005). “Ernst Mayr and the modern concept of species”. 《PNAS》 102 (Supplement 1): 6600–6607. Bibcode:2005PNAS..102.6600D. doi:10.1073/pnas.0502030102. PMC 1131873. PMID 15851674.
2. ↑  〈Chapter II〉. 《On the Origin of Species (1859)》 – 위키문헌 경유.
3. ↑  “Darwin 1859 Chapter II, p. 59”. Darwin-online.org.uk. 21 October 2012에 원본 문서에서 보존된 문서. 25 November 2012에 확인함.